# キノピー (桐生市)
キノピーは、桐生市のマスコットキャラクターである。
桐生市制90周年を記念して、桐生市が一般公募を行い、応募のあった400点あまりの作品から選ばれた。2011年（平成23年）3月5日の「桐生市制施行90周年・水道創設80周年記念式典」が行われた際に初めて登場した。

## 概要
織物の産地である桐生市に多くみられる鋸屋根の工場をモチーフとしており、頭部は三連の鋸屋根を持つ工場の形をしている。頭・胴・足は薄茶色、腕は水色、屋根は茶色である。屋根には工場の特徴である天窓がついている。三連の鋸屋根は合併した地域の融和を表している。胴体正面には桐生市章の桐紋が描かれ、水色の両腕は市内を流れる渡良瀬川や桐生川を表している。
名前の由来は桐生の「キ」、鋸屋根の「ノ」、ハッピーの「ピー」を合わせて、キノピーと名付けられた。
キノピーのグッズは、主に桐生刺繍商工業組合が手掛けており、刺繍が入ったハンカチやタオル、ストラップ、巾着袋、バッグなど繊維品が中心となっている。

## 歴史

キノピーが描かれたおりひめバス（桐生駅にて）

2011年（平成23年）に市制施行90周年を迎えた桐生市のマスコットとして誕生した。桐生市の市制施行年月日は1921年（大正10年）3月1日で、市制記念日も3月1日であるが、3月5日に桐生市市民文化会館シルクホールで「桐生市制施行90周年・水道創設80周年記念式典」が行われ、キノピーの着ぐるみが初めて披露された。そのため、記念式典が行われた3月5日がキノピーの誕生日となった。
2011年（平成23年）7月から9月末まで開催される群馬デスティネーションキャンペーンを前に、桐生駅では6月15日から発車メロディが八木節に変更され、同日の発車メロディ変更記念式典にキノピーが登場し、桐生市長や桐生駅長とともに発車の合図を行った。6月24日には、桐生市の観光キャラバンが東京駅日本橋口TIC東京前イベントスペースで特産品の販売や桐生八木節まつりの紹介を行い、キノピーと群馬県のマスコットであるぐんまちゃんが登場した。第16回桐生ファッションウィークでは、桐生刺繍商工業組合によって製作されたキノピーのワッペンが販売され、その収益は東日本大震災の被災地に寄付された。
2012年（平成24年）3月3日には、桐生市市民文化会館でキノピーの誕生会が行われ、ぐんまちゃんや前橋市のマスコットであるころとんが参加した。キノピーは3月5日生まれであるため2日ほど早い誕生会となった。